# Jānis Ivanovs
Jānis Ivanovs (ur. 26 września?/9 października 1906 w Preiļi, zm. 27 marca 1983 w Rydze) – łotewski kompozytor.

## Życiorys
Ukończył Konserwatorium w Rydze (1931), gdzie jego nauczycielami byli Jāzeps Vītols (kompozycja), Nikolajs Dauge (fortepian) i Georg Schnéevoigt (dyrygentura). Po 1931 roku pracował w łotewskim radiu. Od 1944 roku wykładał kompozycję w Konserwatorium w Rydze, w 1955 roku otrzymał tytuł profesora. W latach 1945–1961 był dyrektorem Radiokomitetu Łotewskiej SRR. Od 1950 do 1951 roku pełnił funkcję prezesa Związku Kompozytorów Łotewskiej SRR.
Otrzymał tytuł Ludowego Artysty Łotewskiej SRR (1956) i Ludowego Artysty ZSRR (1965). W 1950 roku otrzymał Nagrodę Państwową ZSRR za VI Symfonię.

## Twórczość
Skomponował 20 symfonii, poematy symfoniczne Varavīksne (1938) i Padebešu kalns (1939), 3 kwartety smyczkowe (1933, 1946, 1961), Koncert wiolonczelowy (1938), Koncert skrzypcowy (1951), Koncert fortepianowy (1959), ponadto pieśni, utwory chóralne, muzykę filmową. Jego dzieła symfoniczne mają przeważnie charakter programowy. Posługiwał się techniką dwunastodźwiękową, stosował elementy politonalności i aleatoryzmu, sięgał też często po skale typowe dla łotewskiej muzyki ludowej.